# Centre-ville de Laval
Cet article concerne la ville française. Pour la ville canadienne, voir Laval (Québec).
Le centre-ville de Laval regroupe deux quartiers administratifs de la ville, séparés par la Mayenne, rivière qui traverse la ville du nord au sud. Comme son nom l'indique, il constitue la partie la plus centrale, formant la zone historique, regroupant un grand nombre de commerces et d'emplois. Il contient les fonctions stratégiques de l'agglomération lavalloise : bâtiments administratifs, sièges de sociétés et hôtel de ville. C'est également le centre culturel de la cité grâce à la présence de musées, bars, restaurants, églises, attractions touristiques, etc. Le centre-ville de Laval se trouve aussi au centre d'une zone de protection du patrimoine architectural, urbain et paysager.

## Géographie
Le centre-ville est entouré des quartiers « Hilard-Grenoux » au nord-ouest, « Pillerie-Pommeraies-Vignes » au nord-est, « Saint-Nicolas-Pavement-Thévalles » au sud-est, « Avesnières-Dacterie-Tertre » au sud-ouest, et « Bourny-Fourches » à l'ouest. Il est donc mitoyen de tous les quartiers administratifs lavallois. Les deux quartiers administratifs « Centre-ville rive gauche » et « Centre-ville rive droite » englobent par ailleurs plusieurs micro-quartiers et des secteurs périphériques moins denses, comme la Crossardière, Bel-Air, Beauregard et les Haute-Follis, qui ne présentent pas les caractéristiques communes au centre-ville ancien.
Ce centre-ville ancien est divisé en deux par la Mayenne, avec d'un côté le château et une rangée de petits plateaux dominant la rivière, et de l'autre des terrains beaucoup plus plats. L'ensemble est également composé d'ensembles distincts au niveau de l'urbanisme et de l'architecture, avec la ville médiévale et ses ruelles étroites au pied du château, les faubourgs plus lâches des XVIIe et XVIIIe siècles et le centre moderne du XIXe siècle articulé autour de la place du 11-Novembre.

## Urbanisme

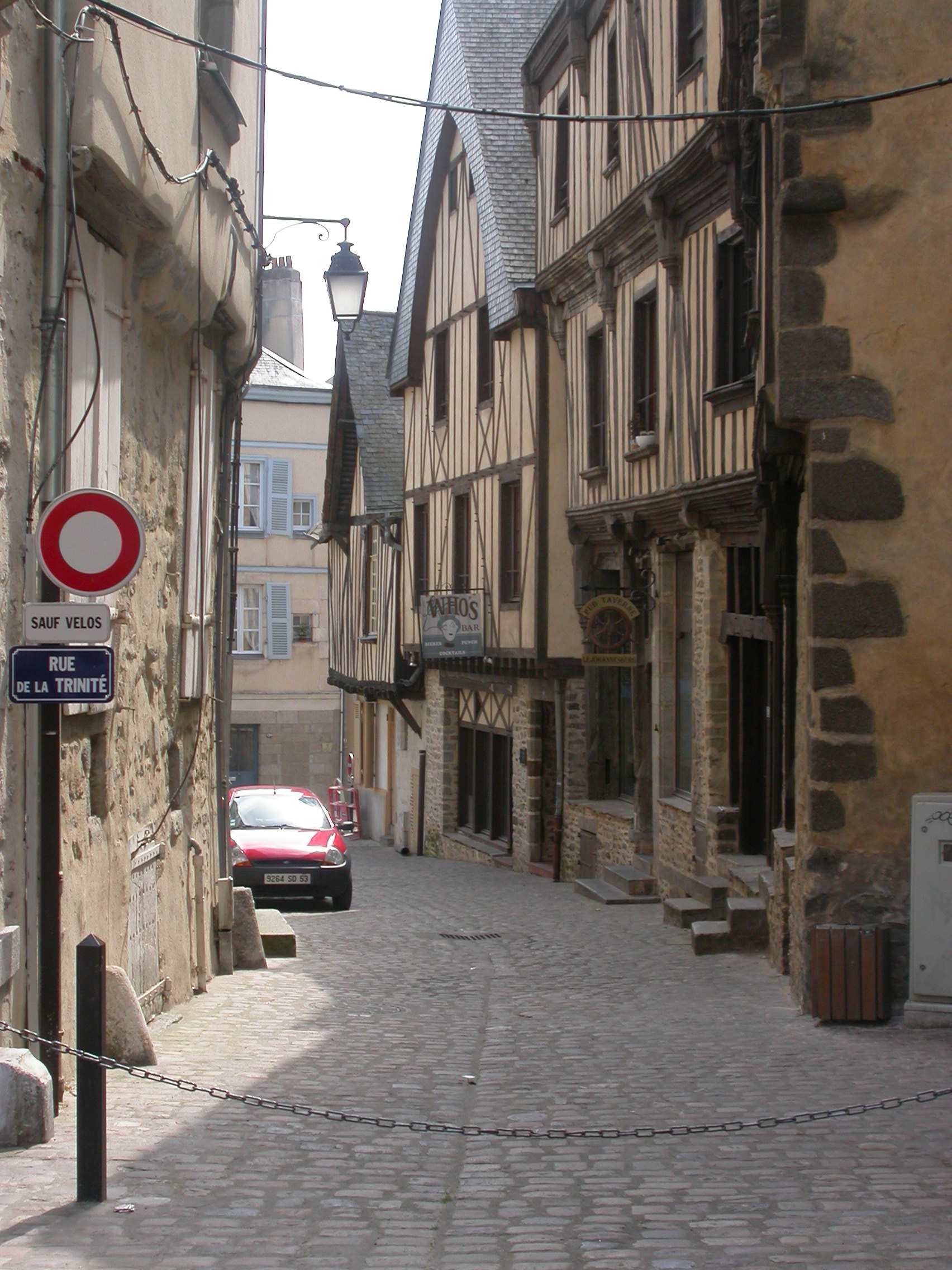
La rue de la Trinité

Le centre-ville s'organise autour de plusieurs places : la place du 11-Novembre, sur laquelle se trouve l'hôtel de ville et considérée comme le cœur du quartier et de la ville, la place de la Trémoille, au cœur de la ville médiévale, et la place de Hercé, située en bordure sud. Le Vieux Laval est aussi ponctué par la place Hardy-de-Lévaré et par la place Saint-Tugal.
Le centre-ville est également organisé par deux axes parallèles orientés est-ouest. Le premier correspond à une voie romaine qui reliait Le Mans à la Bretagne, il traverse la Mayenne par le Pont Vieux et correspond à la Grande Rue rive droite et à la rue du Pont-de-Mayenne rive gauche. Il traverse la ville médiévale, étroite et autrefois fermée par des remparts, et n'était donc plus adapté aux exigences urbanistiques modernes du XIXe siècle. Un deuxième axe est donc construit au nord du premier au début du siècle. Il traverse la Mayenne par le pont Aristide-Briand et correspond rive droite à la rue du Général-de-Gaulle et à la rue de Bretagne, et rive gauche à la rue de la Paix et à la rue de Paris. Ce dernier axe traverse donc la place du 11-Novembre, créée à la même occasion.
Par ailleurs, le percement de ces rues au XIXe siècle est suivi par la construction des quais. Auparavant, les berges de la Mayenne étaient restées soit sauvages soit surplombées de maisons médiévales. Ces travaux modifient l'aspect du centre-ville et entraînent la canalisation de la rivière. Celle-ci est déviée au niveau de la place du 11-Novembre, faisant par exemple apparaître la rue du Vieux-Saint-Louis et le cours de la Résistance, construits dans l'ancien lit. L'espace aujourd'hui occupé par le square de Boston et l'îlot Gambetta se trouvait donc autrefois rive gauche.

## Transport
La piétonnisation du centre-ville depuis le début des années 1980 prit peu à peu de l'ampleur, réduisant la place de l'automobile. Le quartier est cependant très bien desservi par les transports urbains lavallois, puisque la place du 11-Novembre se trouve au cœur du réseau de lignes de bus. Le centre-ville se situe en outre à proximité de la gare de Laval.

## Culture
Le centre-ville contient le Musée du Vieux-Château, réputé pour sa collection d'art naïf, le Musée des Sciences et le musée-école de la Perrine, situé dans le jardin du même nom. On y trouve également le théâtre de Laval, la bibliothèque Albert-Legendre et la salle polyvalente.

## Patrimoine
Une grande partie du centre-ville bénéficie d'une protection et il concentre beaucoup de monuments classés. Les plus emblématiques de Laval, le château et la cathédrale, côtoient de nombreuses maisons à pans de bois du XVe et du XVIe siècle, ainsi que des hôtels particuliers Renaissance ou néoclassiques. Le centre-ville compte aussi plusieurs églises, comme l'église des Cordeliers, l'église Saint-Vénérand et la chapelle Saint-Julien. Les remparts de Laval, construits au XIIIe siècle, ont été massivement détruits aux XVIIIe et XIXe siècles, mais des portions sont encore visibles, notamment la porte Beucheresse.